# Município de Granville (condado de Mercer, Ohio)
Localização do Ohio nos E.U.A.
O município de Granville (em inglês: Granville Township) é um município localizado no condado de Mercer no estado estadounidense de Ohio. No ano de 2010 tinha uma população de 4 030 habitantes e uma densidade populacional de 39,65 pessoas por km².

## Geografia
O município de Granville encontra-se localizado nas coordenadas 40° 23′ 58″ N, 84° 38′ 11″ O. Segundo o Departamento do Censo dos Estados Unidos, o município tem uma superfície total de 101.64 km², da qual 101,44 km² correspondem a terra firme e (0,19 %) 0,2 km² é água.

## Demografia
Segundo o censo de 2010, tinha 4 030 pessoas residindo no município de Granville. A densidade populacional era de 39,65 hab./km².